# کتاب‌شناسی زاون قوکاسیان
از جمله فعالیت‌های زاون قوکاسیان (۱۳۹۳-۱۳۲۹) می‌توان به تألیف ۲۵ کتاب دربارهٔ سینماگران سینمای ایران اشاره کرد.

## کتاب‌ها
- اصلانی، محمدرضا؛ قوکاسیان، زاون؛ تراکمه، یونس؛ مسلمی، داوود (۱۴۰۲). اصلانی به روایت اصلانی. تهران: نشر خوب. شابک ۹۷۸-۶۲۲-۶۵۱۳-۴۷-۰.
- قصری، حامد؛ حیدری، مصطفی. ویراستاران. تاریخ سینما از ما شروع نمی‌شود: گفت‌وگوها، مقالات و یادداشت‌های زاون قوکاسیان در چهار دههٔ گذشته. اصفهان: سازمان رفاهی و تفریحی شهرداری اصفهان. ۱۴۰۰.
- زندگی در تماشاخانهٔ اصفهان: گفتگو با رضا ارحام‌صدر. اصفهان: نشر نهفت: صادق هدایت، ۱۳۹۲. شابک ‎۹۷۸-۶۰۰-۵۹۴۴-۰۹-۹
- مقدمه بر سایهٔ سرو، تهران: رسم، ۱۳۹۲.
- بردی از یادم: مروری بر زندگی لرتا هایراپتیان (نوشین) (نگین انگشتر تئاتر ایران). تهران: خجسته، ۱۳۹۳. شابک ‎۹۷۸-۹۶۴-۶۲۳۳-۹۰-۴
- حقیقت سینما و سینما حقیقت: جستجویی در عرصهٔ سینمای مستند. به اهتمام زاون قوکاسیان. تهران: ماتیکان: وزارت فرهنگ و ارشاد اسلامی، معاونت امور سینمایی و سمعی و بصری، مرکز گسترش سینمای مستند و تجربی، ۱۳۸۶. شابک ‎۹۷۸-۹۶۴-۹۳۸۰۹-۴-۰
- نقش‌های ماندگار
- جمشید ارجمند: جشن نامه ۴۵ سال کار مجموعه مقالات و دیدگاه‌ها دربارهٔ جمشید ارجمند همراه با…. به کوشش زاون قوکاسیان، حسین رسول‌اف. تهران: روزنه کار، ۱۳۸۴.
- خسرو سینایی نقاشی با دوربین. به کوشش زاون قوکاسیان. اصفهان: نقش خورشید، ۱۳۸۴. شابک ‎۹۶۴۶۹۴۱۸۷۷
- گلاب آدینه بانوی بازیگر. به کوشش زاون قوکاسیان. اصفهان: نقش خورشید، ۱۳۸۴. شابک ‎۹۶۴−۶۹۴۱−۹۴-X
- مجید انتظامی: موسیقی بر پرده نقره‌ای. به کوشش زاون قوکاسیان. اصفهان: نقش خورشید، ۱۳۸۴. شابک ‎۹۶۴-۶۹۴۱-۹۰-۷
- هوشو: قصه‌ها، فیلم‌ها. به کوشش زاون قوکاسیان. اصفهان: نقش خورشید، ۱۳۸۴. شابک ‎۹۶۴-۶۹۴۱-۹۵-۸
- ویژه‌نامه کارگاه هم‌اندیشی دومین جشنواره بین‌المللی فیلم کوتاه. اصفهان: نقش مانا، ۱۳۸۳.
- سردبیر ویژه نگاشت نخستین جشنواره فیلم‌های کوتاه اصفهان
- ب‍ه‍رام ب‍ی‍ض‍ای‍ی و پ‍دی‍دهٔ س‍گ‌ک‍ش‍ی. ت‍ه‍ران: خ‍ج‍س‍ت‍ه، ۱۳۸۱. شابک ‎۹۶۴-۶۲۳۳-۴۸-۱
- ن‍ق‍ش آب‍ی س‍ی‍م‍ی‍ن: فاطمه خ‍ان‍م م‍ع‍ت‍م‍دآری‍ا آک‍ت‍ری‍س س‍ی‍ن‍م‍ا. گ‍ردآوری و ت‍ن‍ظی‍م زاون ق‍وک‍اس‍ی‍ان. ت‍ه‍ران: چ‍ش‍م‍ه، ۱۳۸۳.
- ب‍وی ک‍اف‍ور، ع‍طر ی‍اس (ف‍ی‍ل‍م‍ن‍ام‍ه): م‍روری ب‍ر آث‍ار ب‍ه‍م‍ن ف‍رم‍ان‌آرا و چ‍ن‍د گ‍ف‍ت و گ‍و. ب‍ه‌ک‍وش‍ش زاون ق‍وک‍اس‍ی‍ان. ت‍ه‍ران: آگ‍اه، ۱۳۸۰. شابک ‎۹۶۴-۴۱۶-۱۶۹-۶
- گفتگو، نقد و نظر و فیلمنامهٔ گفتگو با باد. ب‍ه اه‍ت‍م‍ام زاون ق‍وک‍اس‍ی‍ان. ت‍ه‍ران: دی‍دار، ۱۳۷۹. شابک ‎۹۶۴-۵۵۵۳-۳۲-۶
- ب‍ان‍وی اردی‍ب‍ه‍ش‍ت: ن‍ق‍د و ب‍ررس‍ی فیلم‌های رخ‍ش‍ان ب‍ن‍ی‌اع‍ت‍م‍اد. ت‍ه‍ران: ن‍ش‍ر ث‍ال‍ث: ان‍ت‍ش‍ارات ی‍وش‍ی‍ج، ۱۳۷۸. شابک ‎۹۶۴-۶۴۰۴-۸۵-۵
- م‍ج‍م‍وع‍ه م‍ق‍الات در ن‍ق‍د و م‍ع‍رف‍ی آث‍ار ع‍ب‍اس ک‍ی‍ارس‍ت‍م‍ی. ب‍ه اه‍ت‍م‍ام زاوان ق‍وک‍اس‍ی‍ان. ت‍ه‍ران: ن‍ش‍ر دی‍دار، ۱۳۷۵. شابک ‎۹۶۴-۵۵۵۳-۰۵-۹
- فیلم‌های ب‍رگ‍زی‍ده س‍ی‍ن‍م‍ای ای‍ران در ده‍ه ۶۰. گ‍ردآوری زاون ق‍وک‍اس‍ی‍ان. ت‍ه‍ران: آگ‍اه، ۱۳۷۴. شابک ‎‎۹۶۴-۴۱۶-۰۰۱-۰
- قوکاسیان، زاون, ویراستار (۱۳۷۸). مجموعهٔ مقالات در نقد و معرفی آثار بهرام بیضایی (ویراست ۲). تهران: انتشارات آگاه. شابک ۹۶۴-۴۱۶-۱۰۹-۲.
- گفت‌وگو با بهرام بیضایی. ت‍ه‍ران: آگ‍اه، ۱۳۷۱.
- درب‍اره م‍س‍اف‍ران س‍اخ‍ت‍ه ب‍ه‍رام ب‍ی‍ض‍ای‍ی. ب‍ه ک‍وش‍ش زاون ق‍وک‍اس‍ی‍ان. ت‍ه‍ران: روش‍ن‍گ‍ران، ۱۳۷۱.
- مجموعه مقالات در نقد و معرفی آثار مسعود کیمیایی. گردآوری زاون قوکاسیان. تهران: آگاه، ۱۳۶۴.
- درباره‌ی چشمه. اصفهان: چاپخانهٔ نشاط، ۱۳۵۱.

## منتشرنشده
- گفتگوی بلندی با فرّخ غفّاری[۶]
- شهر از نگاه ۱۰ فیلمساز